# Hélisenne de Crenne
Hélisenne de Crenne (* um 1510 in Abbeville; † um 1560) war eine französische Schriftstellerin.

## Leben und Werk
Marguerite Briet heiratete im Alter von etwa 12 Jahren Philippe Fournel, den Herrn von Crenne (bei Coucy-lès-Eppes). Die Ehe verlief unglücklich. Marguerite ging nach Paris und veröffentlichte dort unter dem Pseudonym Hélisenne de Crenne im Verlag Denis Janot von 1538 bis 1541 vier Bücher.
Am erfolgreichsten war der Roman Les angoisses douloureuses qui procèdent d’amour (Die schmerzhaften Ängste, die aus der Liebe hervorgehen). Er besteht aus drei Teilen. Zuerst erzählt Hélisenne, wie sie wegen schuldiger Liebe zu Guenelic von ihrem Ehemann in einen Turm gesperrt wird. Der zweite Teil erzählt die Abenteuer Guenelics und seines Freundes Quezinstra, die mit der Befreiung Hélisennes enden. Im dritten Teil erzählt Quezinstra den Tod der Liebenden und das Auffinden des von Hélisenne geschriebenen Buches.
Der zwei Jahre vor dem Amadisroman erschienene Roman erlebte bis 1560 acht Auflagen. Er verdient die Bezeichnungen Gefühlsroman, Frauenroman, Abenteuerroman, Autobiographie und Liebesdialog, geht aber durch seinen außerordentlichen Stil,  den die Autorin selbst als „piteux et larmoyant“ definiert, darüber hinaus. Quellen sind unter anderem Giovanni Boccaccios Elegia di Madonna Fiammetta und das Libro del Peregrino von Iacopo Caviceo (1443–1511). Auch Hélisenne de Crennes weitere Bücher handeln von den Lebensbedingungen der Frau in ihrem Zeitalter. Schließlich liegt eine Teilübersetzung der Aeneis des Vergil von ihr vor. Hélisenne de Crenne hat in der Forschung der jüngsten Zeit erhebliche Aufmerksamkeit gefunden.

## Werke (Auswahl)

### Les Angoisses
- Les angoysses douloureuses qui procèdent d’amours contenantz troys parties. Denys Janot, Paris 1538.
- (kritische Ausgabe) Les angoysses douloureuses qui procedent d’amours. Hrsg. Christine de Buzon. Honoré Champion, Paris 1997. Éditions Classiques Garnier numérique, Paris 2007. (mit wichtiger Bibliographie)
- Les angoisses douloureuses qui procèdent d’amour. Hrsg. Jean-Philippe Beaulieu. PUL, Saint-Étienne, 2005. (modernisierte Ausgabe)

#### Teiledition
- Les Angoisses douloureuses qui procèdent d’amours. Première Partie. Hrsg. Jeroom Vercruysse. Lettres modernes. Minard, Paris 1968.
- (kritische Ausgabe) Les angoysses douloureuses qui procedent d’amours (1538). Première Partie. Hrsg. Paule Demats. Les Belles Lettres, Paris 1968.

### Les Épîtres
- Les Épistres familières et invectives de ma dame Helisenne, composées par icelle dame de Crenne. D. Janot, Paris 1539–1540.
  - (Teilübersetzung ins Englische) A Renaissance woman. Helisenne’s personal and invective letters. Hrsg. Marianna M. Mustacchi und Paul H. Archambault. Syracuse university press, New York 1985.
- (kritische Ausgabe) Les epistres familieres et invectives de ma dame Helisenne. Hrsg. Jean-Philippe Beaulieu mit Hannah Fournier. PUM, Montreal 1995.
- (kritische Ausgabe) Les Epistres familieres et invectives. Hrsg. Jerry C. Nash. Honoré Champion, Paris 1996. Classiques Garnier, Paris 2022.
- Les épîtres familières et invectives. Le songe. Hrsg. Jean-Philippe Beaulieu. PUL, Saint-Étienne 2008. (modernisierte Ausgabe)

### Le Songe
- Le Songe de madame Helisenne, composé par la dicte dame, la considération duquel est apte à instiguer toutes personnes de s’alliéner de vice, et s’approcher de vertu. Denys Janot, Paris 1540.
- Le songe de madame Hélisenne de Crenne. Hrsg. Jean-Philippe Beaulieu. Indigo Côté-femmes, Paris 1995. (modernisierte Ausgabe)
- (kritische Ausgabe) Hélisenne de Crenne. Le Songe de madame Hélisenne. Hrsg. Jean-Philippe Beaulieu und Diane Desrosiers-Bonin. Champion, Paris 2007. Classiques Garnier, Paris 2022.
- Les épîtres familières et invectives. Le songe. Hrsg. Jean-Philippe Beaulieu. PUL, Saint-Étienne 2008. (modernisierte Ausgabe)

### Gesamtausgabe
- Les oeuvres de ma dame Helisenne qu’elle a puis naguères recogneues et mises en leur entier c’est ascavoir les Angoisses douloureuses qui procèdent d’amours, les Épistres familières et invectives, le Songe de ladicte dame le tout mieulx que par cy devant redigées au vray et imprimées nouvellement par le commandement de ladicte dame de Crenne. C. Langelier, Paris 1543. Estienne Grouleau, Paris 1553. Hrsg. Claude Colet. 1560. Slatkine, Genf 1977.

### Übersetzung
- Les quatre premiers livres des Eneydes du treselegant poete Virgile, traduictz de latin en prose françoyse par ma dame Helisenne. Denys Janot, Paris 1541.